# Glittertinden
Glittertinden (  PRONÚNCIA) é o segundo pico mais alto da Noruega e do maciço montanhoso de Jotunheimen, no sul do país. Tem uma altitude de 2 452 m.

O seu topo está coberto por um glaciar (br: geleira), cuja expessura pode variar de ano para ano.

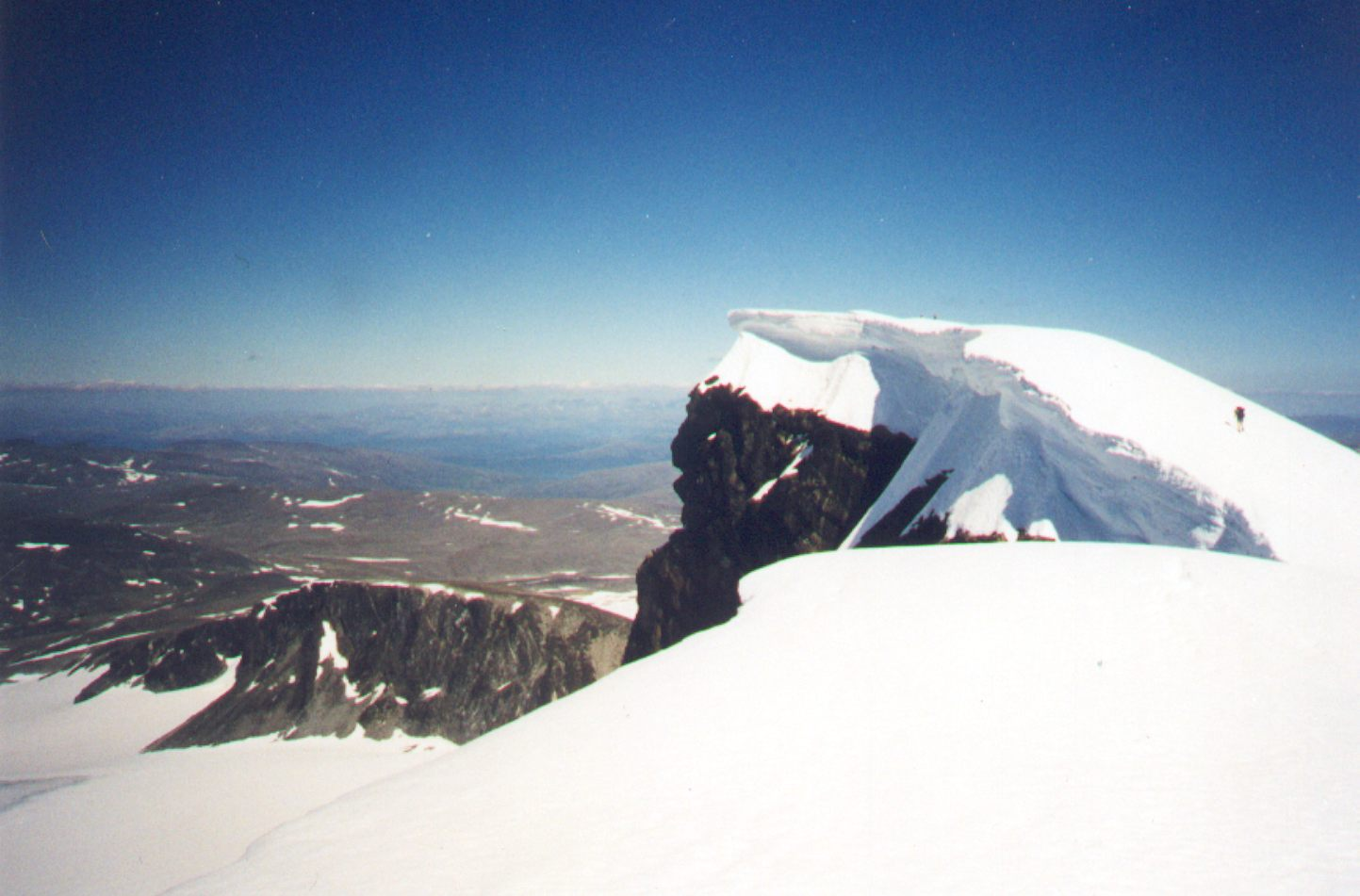
A montanha vista do lado oeste
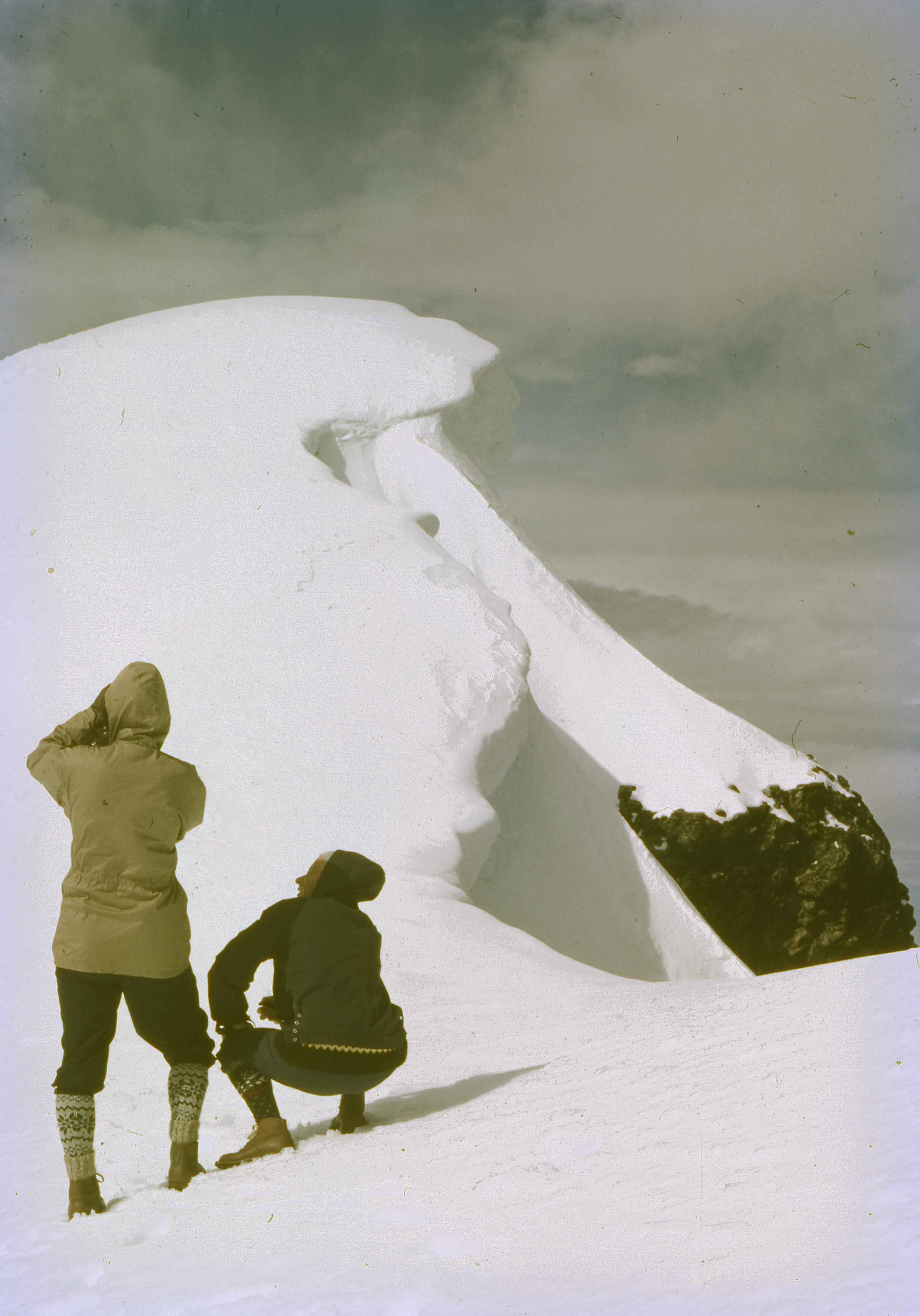
Turistas na proximidade do topo